# John Hamal Hubbard
John Hamal Hubbard (outubro de 1945) é um matemático estadunidense.
Hubbard obteve um doutorado em 1973 na Universidade Paris-Sul, orientado por Adrien Douady, com a tese Sur les sections analytiques de la courbe universelle de Teichmüller. É professor da Universidade Cornell.
Dentre seus doutorandos consta Dierk Schleicher.

## Obras
- com Beverly West: Differential equations - a dynamical systems approach, 2 Volumes, Springer 1991, 1995
- Teichmüller theory and applications to geometry, topology and dynamics, Matrix Editions 2008
  - Vol. 1 Teichmüller Theory
  - Vol. 2 Surface Homeomorphisms and Rational Functions
- com Barbara Burke Hubbard (2015). Vector Calculus, Linear Algebra, and Differential Forms: A Unified Approach 5. ed. [S.l.]: Matrix Editions. ISBN 9780971576681
- com A. Douady: Exploring the Mandelbrot set. The Orsay notes, 1981/82, pdf
- com A. Douady: Iterations des polynomes quadratiques complexes, Compte Rend. Acad. Sci., Band 294, 1982
- com A. Douady: On the dynamics of polynomial-like mappings, Ann. Sci. ENS, Band 18, 1985, S. 287–343